# Kondensatory litowo-jonowe
Kondensator litowo-jonowy (skrót LIC z ang. lithium-ion capacitor) – jest to układ hybrydowy, klasyfikowany jako rodzaj superkondensatora. Stosowanym materiałem katodowym (elektroda dodatnia) jest najczęściej węgiel aktywny, natomiast anoda (elektroda ujemna) tego urządzenia zbudowana jest z materiału węglowego, wcześniej zdomieszkowanego jonami litu. Proces domieszkowania obniża potencjał anody i umożliwia uzyskanie stosunkowo wysokiego napięcia nominalnego w porównaniu ze standardowymi superkondensatorami.

## Zasada działania

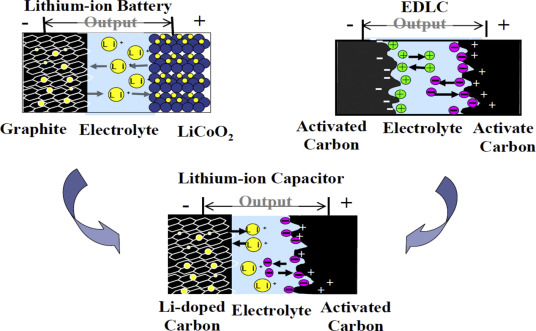
Lithium-ion capacitors

Kondensatory litowo-jonowe to klasa hybrydowych urządzeń do magazynowania energii elektrochemicznej, tj. łączących mechanizm gromadzenia ładunku charakterystyczny dla superkondensatora (ładowanie/elektrycznej warstwy podwójnej) oraz baterii (interkalacja/deinterkalacja jonów litu). Jako elektrodę dodatnią wykorzystują one materiał węglowy o wysokiej powierzchni specyficznej oraz związek interkalacyjny, który ulega szybkim odwracalnym reakcjom interkalacji jonów litu na elektrodzie ujemnej. Podczas ładowania i rozładowania, zachodzi interkalacja i de-interkalacja jonów litu w obrębie materiału elektrody, podczas gdy na elektrodzie dodatniej następuje adsorpcja i desorpcja jonów w porach materiału węglowego. Ponieważ proces zachodzący na elektrodzie dodatniej jest procesem nie-faradajowskim (nie dochodzi do żadnych reakcji utleniania/redukcji oraz zmian w strukturze materiału), oraz jest on względnie szybki w porównaniu z procesem interkalacji jonu zachodzącym na przeciwległej elektrodzie, moc takiego kondensatora litowo-jonowego ograniczana jest przez elektrodę ujemną.
Domieszkowanie anody prowadzi do obniżenia jej potencjału, a zatem do uzyskania wyższego napięcia wyjściowego kondensatora. Zazwyczaj napięcie wyjściowe dla kondensatorów litowo-jonowych mieści się w przedziale 3.8-4.0 V. Są one jednak ograniczone napięciem minimalnym 1.8-2.2V, ponieważ jeżeli dojdzie do spadku napięcia poniżej tych wartości, jony litu ulegają de-interkalacji szybciej niż można je przywrócić podczas normalnego użytkowania.
Kondensatory litowo-jonowe mogą przechowywać 5-10 razy więcej energii niż konwencjonalne kondensatory podwójnej warstwy elektrycznej, a w przeciwieństwie do baterii charakteryzują się relatywnie wyższą gęstością mocy oraz dłuższą żywotnością, tj. liczbą cykli pracy ciągłej.

## Właściwości
- wysoka pojemność w porównaniu do konwencjonalnego superkondensatora, ze względu na wysoki ładunek gromadzony przez anodę, niższa jednak niż dla ogniwa litowo-jonowego.
- wysoka gęstość energii w porównaniu do tradycyjnego superkondensatora (do 20 Wh kg-1), ale niższa w porównaniu do ogniwa litowo-jonowego (tradycyjne superkondensatory 4-40 Wh kg-1[3], baterie litowo-jonowe 100-250 Wh kg-1[4])
- wysoka gęstość mocy
- szeroki zakres temperatury pracy – od -20 °C do 70 °C[5]
- niskie samowyładowanie (spadek napięcia <5% w 25° C w ciągu trzech miesięcy)

## Zastosowanie
Kondensatory litowo-jonowe mogą być wykorzystywane w przypadku urządzeń wymagających dużej gęstości energii, dużej gęstości mocy oraz wysokiej trwałości. Dzięki wymienionym parametrom użytkowym, nie ma potrzeby stosowania dodatkowych urządzeń w różnego rodzaju aplikacjach, co powoduje obniżenie kosztów.
Ich potencjalne zastosowanie to na przykład systemy UPS, kompensacja spadków napięcia, przechowywanie energii słonecznej, czy też systemy odzyskiwania energii w maszynach przemysłowych oraz w transporcie.